# 塊莖金蓮花
塊莖金蓮花，又名塊莖旱金蓮，是金蓮花科，金蓮花屬的一種球根植物。分布在南美洲安第斯山脈的周邊地區，塊莖可以食用，在原產地這種塊莖是很重要的食物來源，生的塊莖含有辛辣味，不過在煮熟後這種味道就會消失。

## 形態
蔓性多年生植物，地下莖為塊莖，黃白色，在凹陷處有小芽眼。葉為盾狀葉，葉柄跟荷葉類似著生於葉片的中間，葉緣分裂，葉互生。花單生，橙紅色，有花距。

## 栽培
原產於南美洲的玻利維亞、哥倫比亞、厄瓜多爾及秘魯海拔二千五百至四千公尺的山區。在高海拔地區是一種重要的農作物，可以取代馬鈴薯做為主食食用，玻利維亞、哥倫比亞、阿根廷及智利等地都有種植，主要栽種在海拔三千至四千公尺的地方。

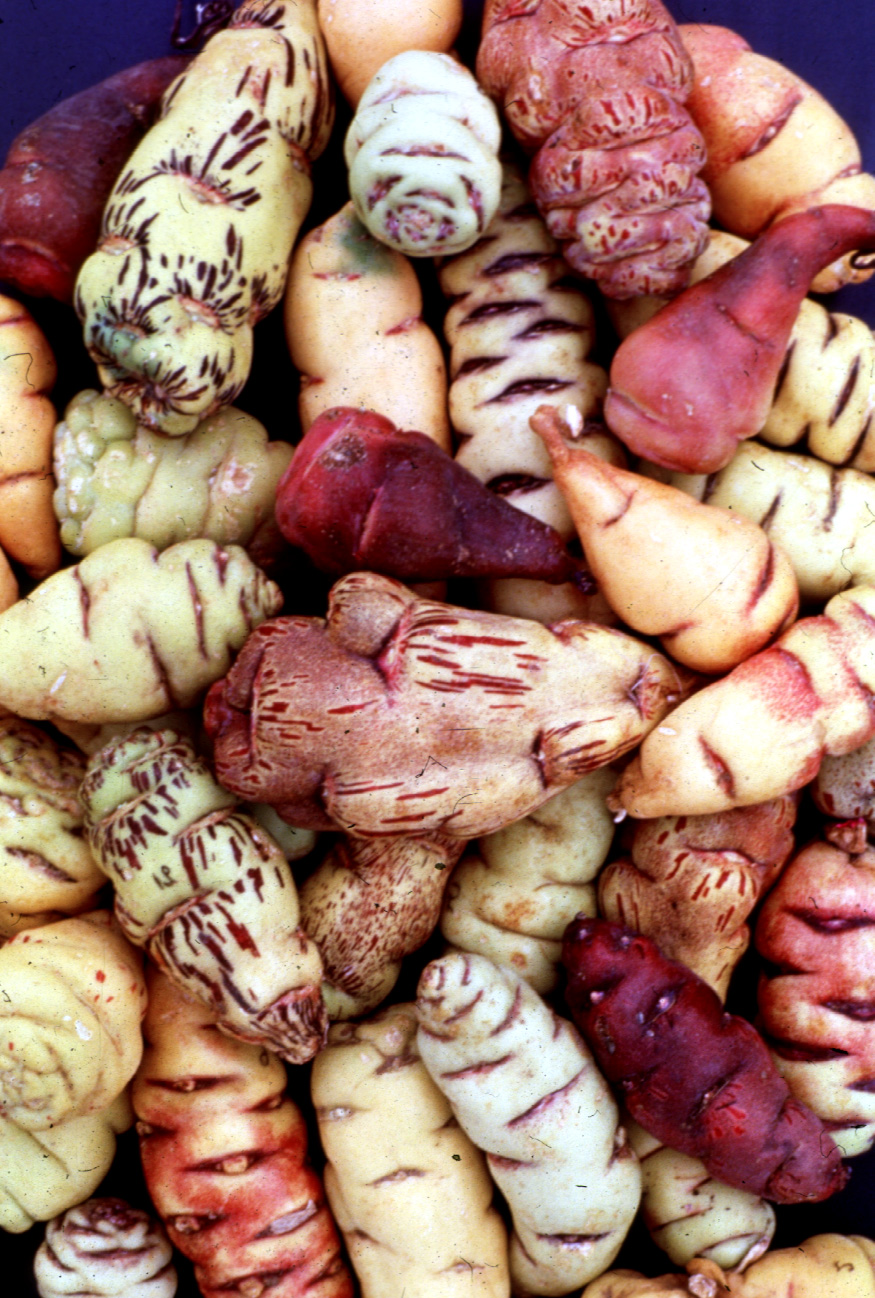
塊莖金蓮花的塊莖

塊莖金蓮花的生命力很強，即使在土壤貧瘠和有雜草生長的地方也可以生長的很好，是一種很適合自給自足型農業栽培的農作物，在高海拔地區栽培時的產量也很高。在海拔三千公尺的地區，一公頃的農地可以生產三十公噸的塊莖，在做作物栽培試驗時，生長條件良好的狀況下，每公頃的產量甚至可以高達七十公噸。
植物體內異硫氰酸酯的含量很高，因此對於由昆蟲、線蟲和細菌所引起的病蟲害有很高的抗病性。在哥倫比亞，栽種馬鈴薯時會在馬鈴薯田內種植一些塊莖金蓮花，利用塊莖金蓮花抗病蟲害的特性，減輕馬鈴薯病蟲害的發生。

## 用途
塊莖可以做為根莖類蔬菜食用，由於塊莖金蓮花具有強烈的味道以及被認為有降低性慾的作用，可能是它無法普及的原因。
塊莖金蓮花的塊莖被認為有降低性慾的作用，實驗結果顯示，雄性老鼠在餵食塊莖後其體內睪丸酮的含量會減少百分之四十五。印加帝國的皇帝也曾利用這種特性，提供塊莖供軍隊食用，以降低軍人「想家」的念頭。
塊莖金蓮花可以用來治療腎臟病，也可以作為利尿劑使用。